# Paulinho (ur. 1925)
Paulinho, właśc. Paulo Corrêa de Oliveira (ur. 22 lipca 1925 w Novo Hamburgo) − piłkarz brazylijski, występujący na pozycji bramkarza.

## Kariera klubowa
Paulinho występował w Floriano Novo Hamburgo i EC Juventude.

## Kariera reprezentacyjna
W 1956 roku Paulinho został powołany do reprezentacji Brazylii na Mistrzostwa Panamerykańskich, które Brazylia wygrała. Na turnieju w Meksyku był rezerwowym i nie wystąpił w żadnym meczu. Nigdy nie zdołał zadebiutować w reprezentacji.